# 1099

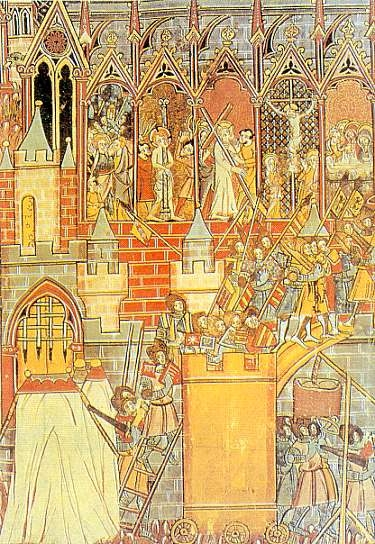
Inname van Jeruzalem

Het jaar 1099 is het 99e jaar in de 11e eeuw volgens de christelijke jaartelling.

## Gebeurtenissen
januari
- 6 - Keizer Hendrik IV kroont zijn zoon Hendrik tot Rooms Koning.

april
- 8 - De monnik Petrus Bartholomeus in het vorstendom Antiochië ondergaat een vuurproef in een poging zijn gelijk te bewijzen. Hij sterft aan zijn verwondingen op 20

april.
mei
- mei - Opmars van de Kruisvaarders. Tripoli valt in handen van Raymond van Toulouse. Ook Beiroet (19 mei), Tyrus (23 mei), en Jaffa (29 mei)

juni
- 3 - Ramallah wordt ingenomen.
- 6 - De kruisvaarders veroveren Bethlehem.
- 7 - Begin van het Beleg van Jeruzalem

juli
- 15 - De kruisvaarders nemen Jeruzalem in.
- 15 t/m 17 juli - De kruisvaarders richten een bloedbad aan onder de (joodse en islamitische) inwoners van Jeruzalem.
- 22 - Het koninkrijk Jeruzalem wordt gesticht. Godfried van Bouillon wordt de eerste monarch, maar weigert de koningstitel, en neemt in plaats daarvan de titel 'Beschermer van het Heilig Graf' aan.
- Tancred krijgt de titel 'prins van Galilea en Tiberias'

augustus
- 1 - Het Latijns patriarchaat van Jeruzalem wordt gesticht, met Arnulf van Chocques als patriarch.
- 5 - De Relikwieën van het Heilig Kruis worden gevonden.
- 12 - Slag bij Ashkelon: De kruisvaarders verslaan de Fatimiden onder al-Afdal Shahanshah, die optrok om Jeruzalem te heroveren. al-Afdal vlucht terug naar Egypte. Einde van de Eerste kruistocht: Het grootste deel van de kruisvaarders keert terug naar Europa.
- 13 - paus Urbanus II wordt opgevolgd door Ranieri di Bieda als Paschalis II

oktober
- oktober - Bagdad wordt een twistappel in de burgeroorlog die heerst in het voormalige Seltsjoekenrijk. De stad zal tot april 1101 zo'n dertig keer in andere handen overgaan.

zonder datum
- Robert Curthose trouwt met Sybille de Conversano.
- Godfried I van Leuven trouwt met Ida van Chiny.
- Voor het eerst genoemd: Duras, Ingelmunster, Malen

## Opvolging
- bisdom Terwaan - Gerardus van Kamerijk opgevolgd door Jan van Waasten

## Geboren
- Olaf Magnusson, medekoning van Noorwegen (1103-1115)
- Willem X, hertog van Aquitanië (1126-1137)
- Diederik van de Elzas, graaf van Vlaanderen (1128-1168) (jaartal bij benadering)

## Overleden
- 14 april - Koenraad van Zwaben, bisschop van Utrecht (1076-1099)
- 20 april - Peter Bartholomeus, kruisvaarder
- 10 juli - Rodrigo Díaz de Vivar (El Cid) (~59), Spaanse ridder
- 29 juli - Urbanus II, paus (1088-1099)
- 21 november - Herman III van Hochstaden, aartsbisschop van Keulen (1089-1099)
- Donald III, koning van Schotland (1094-1097)